# Цесьле (Велюнський повіт)
Цесьле (пол. Cieśle) — село в Польщі, у гміні Понтнув Велюнського повіту Лодзинського воєводства.
У 1975-1998 роках село належало до Серадзького воєводства.